# Massacro alla catena
(Liberazione, 5 settembre 2002)
Massacro alla catena. Rivelazioni su trent'anni di imbrogli (titolo originale in francese Massacre à la chaîne. Révélations sur 30 ans de tricheries), è un saggio di denuncia pubblicato nell'edizione originale dall'editore parigino Calmann-Lévy nel maggio del 1999, appena dieci mesi dopo lo scandalo Festina esploso al Tour de France 1998. Il libro è stato pubblicato per la prima volta in Italia nel 2002 da Bradipolibri Editore.
Il libro ha venduto oltre trecentomila copie nella sola Francia, dove l'autore, il belga Willy Voet, racconta alcune vicende personali legate al doping, accadutegli durante trent'anni di lavoro come preparatore atletico nel ciclismo. 
Voet, dopo aver superato un breve periodo di detenzione legato allo scandalo della squadra Festina di cui al momento dell'arresto era uno dei preparatori atletici, decise di raccontare in dodici capitoli alcune delle esperienze vissute tra il 1972 e il 1998, periodo in cui curò la preparazione atletica e strinse rapporti personali con decine e decine di ciclisti sia semisconosciuti che internazionali.
Il libro è in pratica un saggio di denuncia nei confronti di un ambiente che per anni ha utilizzato pratiche dopanti sistematiche e collettive di cui, sempre secondo Voet, la maggior parte dei corridori faceva uso.

## Contenuti
"Massacro alla catena" è suddiviso in dodici capitoli coì suddivisi:
I - Champagne, perfusione e cestello di verdura...
Il capitolo narra della vigilia del campionato nazionale francese del 1998, e di come Voet dovette effettuare delle iniezioni di cortisone ai corridori Festina in previsione della gara nazionale, ma soprattutto in previsione del Tour de France che sarebbe partito una settimana dopo.
II - "Nulla da dichiarare?"
Voet descrive come egli stesso facesse uso di sostanze illegali per le quotidiane attività di guida e di lavoro che lo tenevano sveglio molte ore di seguito, e di come sia stato arrestato dalla polizia di confine franco-belga nei pressi di Calais poco prima di imbarcarsi verso Dublino, dove sarebbe partito il Tour de France il giorno seguente.
III - 237, in fondo a sinistra
Viene descritto l'interrogatorio a cui Voet fu sottoposto nei giorni a seguire e delle sue primissime nottate trascorse in cella (la numero 237) in compagnia di un tossicodipendente e di come la notizia della sua detenzione si fosse velocemente diffusa in Francia e avesse coinvolto i corridori del team in procinto di prendere il via nella Grande Boucle.
IV - I will survive
Viene descritta ancora la sua detenzione nel periodo in cui la corsa prese il via tra mille polemiche e in cui la Francia diventava campione del mondo di calcio; e di come lo stesso Voet dovette ascoltare dalla televisione i commenti indignati di tutti coloro che lo colpevolizzavano nonostante per anni abbiano usato i suoi stessi "metodi di allenamento".
V - Generazione pillole
Voet racconta dei suoi primi passi nell'ambiente ciclistico, di come da dilettante nel 1962 già facesse uso di sostanze dopanti, e dei suoi primi passi nell'ambiente come massaggiatore nel 1972 dove iniziò l'apprendimento alle tecniche dopanti.
VI - Un tubo nell'ano
I ricordi dell'autore tornano al 1978, quando il 16 luglio fu estromesso dal Tour il belga Michel Pollentier, e di come da quell'occasione i metodi per "beffare" i controlli antidoping furono studiati e attuati dalla maggior parte dei corridori, anche con metodologie estreme.
VII - Vuoi della pasta alla frutta degli occhi?
Voet racconta i primi anni da massaggiatore accreditato, dal 1979 al 1981, e degli svariati trucchi, anche non legati al doping, che i corridori di tutte le nazionalità attuavano per imporsi o solo ottenere buone prestazioni nelle grandi classiche come la Liegi-Bastogne-Liegi e il Giro di Lombardia. In questo capitolo poi vengono spiegati i nomi in codice con cui corridori e massaggiatori chiamavano le varie sostanze.
VIII - Il vasetto dei folli
Voet narra del suo rapporto con l'irlandese Sean Kelly e dei metodi dopanti attuati con lui al Tour '83, dei metodi di dopaggio intrapresi da Alex Zülle e Laurent Dufaux nel 1998, e di come moltissimi corridori, anche di altre squadre, negli anni, gli chiesero consigli sulle giuste sostanze da assumere a seconda degli obiettivi stagionali.
IX - Qualcuno avrebbe mentito a Richard
Voet racconta dello sconcerto successivo al sorprendente record dell'ora di Francesco Moser nel 1984, e di come «l'Italia pareva distanziarci di una lunghezza [..]» in termini di tecniche di allenamento illegali, alle quali lo stesso Voet cercò di colmare il divario alle "meno peggio". Nel capitolo vengono poi descritte alcune vicende dei primi anni novanta e dei suoi primi rapporti con Richard Virenque.
X - x, z, p, e la "speciale crono"
I ricordi di Voet si riconducono al biennio 1992-1993 cioè i primi anni alla Festina, alle pratiche dopanti che il team iniziò ad adottare, soprattutto con l'uso di EPO, e di come lo stesso Voet tenesse un diario apposito in cui segnalava con scrupolo le dosi e i tipi di sostanze assunti da ogni corridore.
XI - Bianca cocaina e certificato marrone
In questo capitolo parla sempre dei metodi all'interno del team Festina, del rapporto quasi paterno che Voet aveva con Virenque, ma anche delle feste a base di cocaina per festeggiare i grossi risultati e della positività di Laurent Brochard al campionato del mondo del 1997.
XII - "Leader? No, non sono un dealer!"
Voet parla della sua uscita di prigione, dei giornalisti che lo attesero sotto casa, delle accuse rivolte dai corridori che fino a poco tempo prima aveva aiutato nelle pratiche dopanti, delle denunce e del suo ritorno ad una vita senza ciclismo.

## Edizioni
- Willy Voet, Massacre à la chaîne. Révélations sur 30 ans de tricheries, Parigi, Calmann-Lévy, 1999.
- Willy Voet, Massacro alla catena. Rivelazioni su trent'anni di imbrogli, Torino, Bradipolibri Editore, 2002, pp. 142, ISBN 88-88329-06-4.